# Saxo-Instituttet
Saxo-Instituttet er en afdeling af Københavns Universitet Amager (KUA).
Saxo-Instituttet er en del af Det Humanistiske Fakultet og består af afdelingerne Forhistorisk & Klassisk Arkæologi, Almen & Europæisk Etnologi, Græsk & Latinsk Filologi samt Historie.
Blandt de tilknyttede historikere er Ole Hyldtoft, Anders Monrad Møller, Ulrik Langen, Karl-Erik Frandsen og Anne Løkke.